# All Stars (phim 2013)
All Stars (tên tại Việt Nam: Ngôi sao nhí, Siêu sao nhí hoặc Nhóm nhảy ngôi sao) là một bộ phim của Anh được đạo diễn bởi Ben Gregor. Bộ phim được phát hành ở Anh vào ngày 03 tháng 5 năm 2013, diễn viên nhỏ tuổi Theo Stevenson vào vai một trong hai đứa trẻ cố gắng cứu cái Garage của chúng.

## Nội dung
Có một trung tâm tuổi trẻ mà bọn trẻ thường tới sau giờ học của mình, bởi đó là nơi chúng có thể làm những điều chúng muốn mà không phải lo lắng về điều gì cả. Jaden cũng là một trong số đứa trẻ ấy. Cậu rất thích nhảy, nhưng luôn bị bố mẹ cấm vì họ muốn cậu vào học tại một trường tư nhân, nơi mà cậu có điều kiện học tập tốt hơn. Một hôm, cậu tới trung tâm tuổi trẻ (tên thường gọi là Garage) và thấy Simon Tarrington đang nói chuyện với cô Gina-người tạo ra cái Garage đó và biết được Garage rất có thể sẽ bị phá hủy để xây bãi đỗ xe hơi. Jaden cố gắng thuyết phục cô Gina tổ chức một buổi biểu diễn tài năng nhằm cứu lại Garage nhưng không được đồng ý.
Ethan, một cậu học trò cùng khối với Jaden,nổi tiếng quậy phá và chơi khăm bạn bè, nhưng lại có một gia đình không hạnh phúc. Một ngày nọ, Ethan nhìn thấy Lucy trên phố và quyết định tạo ấn tượng với cô bằng cách thách đấu với nhóm nhảy đường phố Cybernetic mà trưởng nhóm là Kurt, bạn trai của Lucy. Thế là cậu cùng Jaden hợp tác tổ chức một buổi diễn, Jaden vừa cứu được Garage, Ethan vừa lấy được cảm tình của Lucy. Họ tìm thêm được bốn người nữa: Amy, Timothy, Rebecca, Brian và đặt tên nhóm là All Stars. Nhưng ngoài Jaden ra, không ai trong nhóm biết nhảy, và họ lại có rất nhiều xích mích. Ethan và Jaden phải cố gắng vừa giữ hòa hảo, vừa dạy nhảy cho cả nhóm. Sau một khoảng thời gian tập luyện, tất cả đều nhận ra niềm vui trong từng bước nhảy và họ dần trở nên thân thiết. Cuối cùng, họ đã chiến thắng Cybernetic và cứu được Garage nhờ những bước nhảy của mình.

## Diễn viên
- Theo Stevenson trong vai Ethan
- Akai Osei Mansfield trong vai Jaden
- Ashley Jensen trong vai Gina
- Fleur Houdijk trong vai Amy
- Dominic Herman-Day trong vai Timothy
- Amelia Clarkson trong vai Rebecca
- Gamal Toseafa trong vai Brian
- Hanae Atkins trong vai Lucy
- Summer Davies trong vai Sadie
- Kimberley Walsh trong vai Trish
- Kieran Lai trong vai Kurt
- Ashley Walters trong vai Mark
- Javine Hylton trong vai Kelly
- Kevin Bishop trong vai Andy
- Mark Heap trong vai Simon Tarrington

## Đánh giá
All Stars được đánh giá không tốt, bộ phim nắm giữ 54% đánh giá trên Rotten Tomatoes dựa trên 13 đánh giá và xếp hạng 4,9/10 điểm dựa trên 726 phiếu bầu trên IMDb.